# 似弱棘魚
似弱棘魚（學名：Hoplolatilus cuniculus），為輻鰭魚綱刺尾鯛目弱棘魚科似弱棘魚屬的其中一種，分布於印度太平洋區，從模里西斯至社會群島海域，棲息深度25-115公尺，體長可達15公分，生活在沙石底質海域，為底棲性魚類，屬肉食性，可作為觀賞魚。

## 擴展閱讀
維基物種上的相關：似弱棘魚